# Ronde van Overijssel 2024
De zeventigste editie van de wielerwedstrijd Ronde van Overijssel vond plaats op 4 mei 2024. De wedstrijd startte en finishte in Rijssen en was 205,1 kilometer lang. De wedstrijd maakte deel uit van de UCI Europe Tour, met de categorie 1.2, en de Holland Cup. De Australiër Declan Trezise won de wedstrijd door Oded Kogut en Coen Vermeltfoort voor blijven in een massasprint.

## Uitslag
| Plaats  | Naam                | Ploeg                             | Tijd     |
| ------- | ------------------- | --------------------------------- | -------- |
| Winnaar | Declan Trezise      | ARA \| Skip Capital               | 4u41'04" |
| 2       | Oded Kogut          | Israel Premier Tech Acad.         | z.t.     |
| 3       | Coen Vermeltfoort   | VolkerWessels                     | z.t.     |
| 4       | Timo de Jong        | VolkerWessels                     | z.t.     |
| 5       | Sebastian Nielsen   | TDT-Unibet                        | z.t.     |
| 6       | Nikiforos Arvanitou | Novapor Speedbike                 | z.t.     |
| 7       | Jelte Krijnsen      | Parkhotel Valkenburg              | z.t.     |
| 8       | Matúš Štoček        | ATT Investments                   | z.t.     |
| 9       | Elliot Schultz      | BridgeLane                        | z.t.     |
| 10      | Bartosz Rudyk       | ATT Investments                   | z.t.     |
| 11      | Mārtiņš Pluto       | BEAT                              | z.t.     |
| 12      | Roy Hoogendoorn     | Metec-Solarwatt p/b Mantel        | z.t.     |
| 13      | Rick Ottema         | Diftar                            | z.t.     |
| 14      | Pete Uptegrove      | Monda Vakantieparken-IJsselstreek | z.t.     |
| 15      | Romet Pajur         | Lotto Kern-Haus PSD Bank          | z.t.     |
| 16      | Arthur Lenné        | Storck-Metropol                   | z.t.     |
| 17      | Frank Aron Ragilo   | Dev. dsm-firmenich PostNL         | z.t.     |
| 18      | Martijn Budding     | TDT-Unibet                        | z.t.     |
| 19      | Frits Biesterbos    | OWC Oldenzaal/AWV De Zwaluwen     | z.t.     |
| 20      | Matyáš Fiala        | ATT Investments                   | z.t.     |
|         |                     |                                   |          |
| 23      | Robbe Dhondt        | Dev. dsm-firmenich PostNL         | z.t.     |